# Ficus carpenteriana
Ficus carpenteriana är en mullbärsväxtart som beskrevs av Adolph Daniel Edward Elmer. Ficus carpenteriana ingår i släktet fikonsläktet, och familjen mullbärsväxter. Inga underarter finns listade i Catalogue of Life.